# Chonostropheus seminiger
Chonostropheus seminiger is een keversoort uit de familie Rhynchitidae. De wetenschappelijke naam van de soort is voor het eerst geldig gepubliceerd in 1880 door Reitter.